# Mam (tribù)

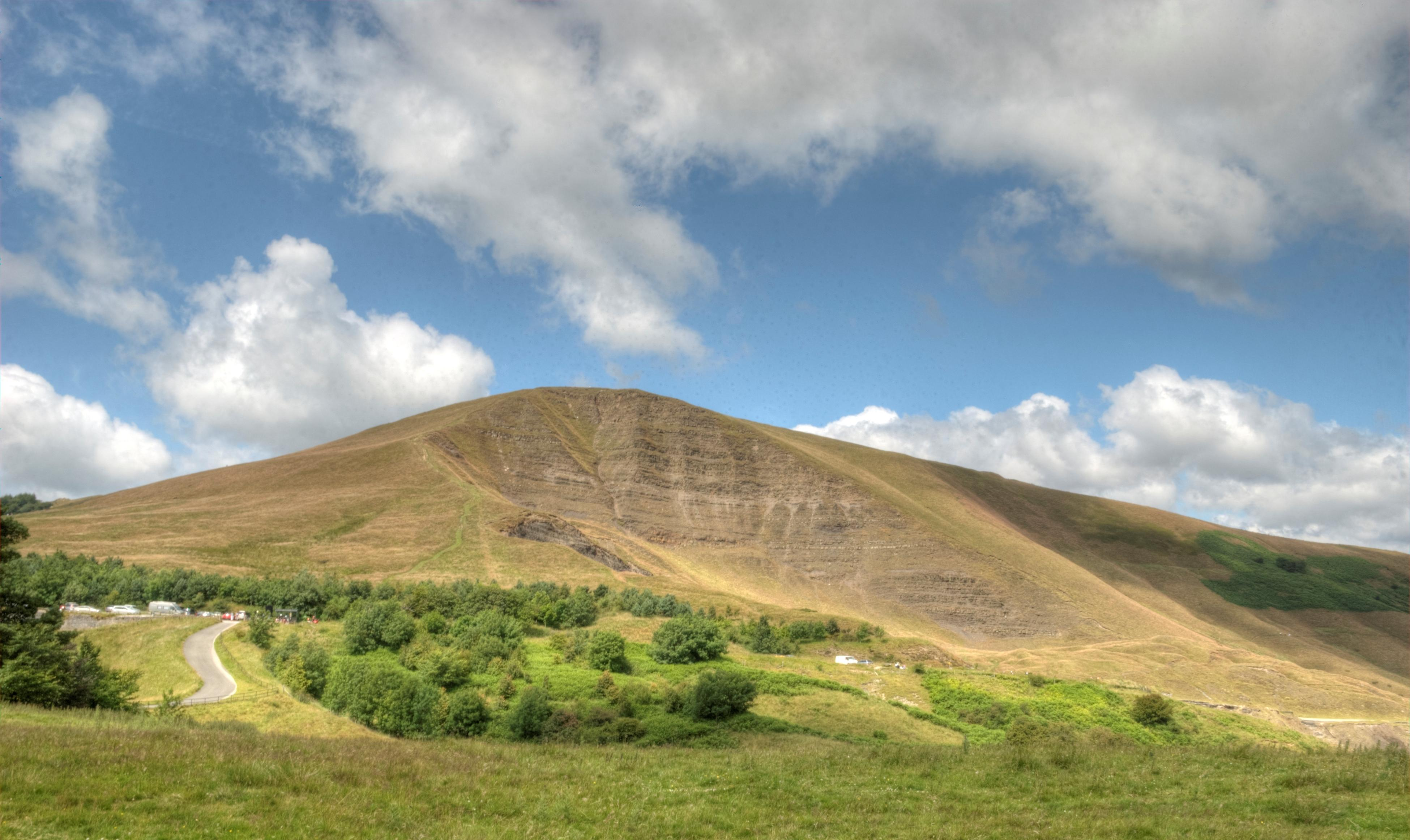
Gli altopiani dei Mam

I Mam sono un'etnia maya che vive principalmente nella parte nordoccidentale del Guatemala (617 171) e sud del Messico (23 632). I dati ufficiali dei censimenti, per problematiche socio-culturali, sono generalmente considerati deficitari e si stima che la popolazione Mam superi il milione di persone.

## Etimologia del nome
Il termine Mam significa padre, nonno o antenato, non solo in lingua Mam, ma anche in altre lingue di origine maya.

## Lingua
La lingua parlata dai Mames ha lo stesso nome del popolo: Mam, appartenente alla famiglia linguistica Maya.

## Storia
I Mam arrivarono in Mesoamerica insieme ai Maya in un'unica tribù. Poi si divisero e andarono a vivere sugli altopiani del Guatemala e del Belize. Qui fondarono la loro prima capitale e la chiamarono "Zaculeu". Poi, con l'arrivo degli europei, molti Mam vennero contagiati da malattie e vennero decimati. Spostarono la capitale a Huehuetenango e fondarono un'altra città: Quetzaltenango. Oggi la maggior parte dei Mam vive in piccoli borghi sugli altopiani del Guatemala.